# Фехтування на літніх Олімпійських іграх 2024 — кваліфікація
На Олімпійські ігри 2024 року розраховано 212 квот. Кожна федерація може бути представлена 18 спортсменами, по 9 чоловіків та жінок у трьох видах зброї: шпазі, рапірі та шаблі.
Близько двох третин квот буде розподілено згіно з офіційним рейтингом, який опублікує Міжнародна федерація фехтування. Кваліфікаційний період буде травати з 3 квітня 2023 року по 1 квітня 2024 року. Після чого буде проведено індивідуальні кваліфікаційні турніри для 4 континентальних зон.
У командних змаганнях у кожній дисципліні буде змагатися 8 команд. Кожна команда має складатися мінімум із 3 спортсменів. Кваліфікацію проходять найкращі 4 команди світового рейтингу. Найкращі команди кожного континенту (Азія-Океанія, Америка, Африка, Європа), які розташовані у топ-16 рейтингу також отримують квоти. У разі відсутності у топ-16 команди з певного континенту, невикористану квоту отримує найкраща команда у рейтингу, що не пройшла попередню кваліфікацію.
У індивідуальних змаганнях візьмуть участь 3 фехтувальники, які кваліфікувалися у командних змаганнях. Ще шість квот отримають спортсмени згідно індивідуальному рейтингу (до уваги не беруться учасники, чиї команди вже кваліфікувалися): по 2 найкращих фехутвальники з Європи та Азії-Океанії, і по 1 фехтувальнику з Америк та Африки. Ще по одній ліцензії для країн з кожної кваліфікаційної зони буде розіграно на індивідуальних кваліфікаційних турнірах. Участь у них будуть брати лище ті країни, які не мають ще жодного представника у відповідному виді зброї .
Країна-господарка, Франція, гарантовано отримає 6 квот.

## Кваліфікаційні змагання
| Змагання                                | Строки                        | Місце проведення |
| --------------------------------------- | ----------------------------- | ---------------- |
| Світовий рейтинг                        | 3 квітня 2023 — 1 квітня 2024 | —                |
| Олімпійська кваліфікація-Америка        | 5 — 7 квітня 2024             | Сан-Хосе         |
| Олімпійська кваліфікація-Європа         | 26 — 28 квітня 2024           | Дифферданж       |
| Олімпійська кваліфікація-Африка         | 27 квітня 2024                | Алжир            |
| Олімпійська кваліфікація-Азія і Океанія | 27 — 28 квітня 2024           | Дубай            |

## Країни, що кваліфікувались
| Країна                                | Чоловіки      | Чоловіки      | Чоловіки      | Чоловіки | Чоловіки | Чоловіки | Жінки         | Жінки         | Жінки         | Жінки   | Жінки   | Жінки   | Загалом |
| Країна                                | Індивідуальні | Індивідуальні | Індивідуальні | Команда  | Команда  | Команда  | Індивідуальні | Індивідуальні | Індивідуальні | Команда | Команда | Команда | Загалом |
| Країна                                | Шпага         | Рапіра        | Шабля         | Шпага    | Рапіра   | Шабля    | Шпага         | Рапіра        | Шабля         | Шпага   | Рапіра  | Шабля   | Загалом |
| ------------------------------------- | ------------- | ------------- | ------------- | -------- | -------- | -------- | ------------- | ------------- | ------------- | ------- | ------- | ------- | ------- |
| Алжир (ALG)                           |               | 1             |               |          |          |          |               |               | 3             |         |         | Так     | 4       |
| Американські Віргінські Острови (ISV) |               | 1             |               |          |          |          |               |               |               |         |         |         | 1       |
| Аргентина (ARG)                       |               |               | 1             |          |          |          |               |               |               |         |         |         | 1       |
| Бельгія (BEL)                         | 1             |               |               |          |          |          |               |               |               |         |         |         | 1       |
| Болгарія (BUL)                        |               |               |               |          |          |          |               |               | 1             |         |         |         | 1       |
| Бразилія (BRA)                        |               | 1             |               |          |          |          | 1             | 1             |               |         |         |         | 3       |
| Венесуела (VEN)                       | 3             |               |               | Так      |          |          |               |               | 1             |         |         |         | 4       |
| Гонконг (HKG)                         | 1             | 1             |               |          |          |          | 1             | 1             |               |         |         |         | 4       |
| Греція (GRE)                          |               |               |               |          |          |          |               |               | 1             |         |         |         | 1       |
| Грузія (GEO)                          |               |               | 1             |          |          |          |               |               |               |         |         |         | 1       |
| Естонія (EST)                         |               |               |               |          |          |          | 1             |               |               |         |         |         | 1       |
| Єгипет (EGY)                          | 3             | 3             | 3             | Так      | Так      | Так      | 3             | 3             | 1             | Так     | Так     |         | 16      |
| Ізраїль (ISR)                         | 1             |               |               |          |          |          |               |               |               |         |         |         | 1       |
| Іран (IRN)                            |               |               | 3             |          |          | Так      |               |               |               |         |         |         | 3       |
| Іспанія (ESP)                         |               |               |               |          |          |          |               |               | 1             |         |         |         | 1       |
| Італія (ITA)                          | 3             | 3             | 3             | Так      | Так      | Так      | 3             | 3             | 3             | Так     | Так     | Так     | 18      |
| Казахстан (KAZ)                       | 3             |               |               | Так      |          |          |               |               | 1             |         |         |         | 4       |
| Канада (CAN)                          | 1             | 3             | 3             |          | Так      | Так      |               | 3             | 1             |         | Так     |         | 11      |
| Кенія (KEN)                           |               |               |               |          |          |          | 1             |               |               |         |         |         | 1       |
| Кіпр (CYP)                            |               | 1             |               |          |          |          |               |               |               |         |         |         | 1       |
| Китай (CHN)                           | 1             | 3             | 1             |          | Так      |          | 3             | 3             | 1             | Так     | Так     |         | 12      |
| Китайський Тайбей (TPE)               |               | 1             |               |          |          |          |               |               |               |         |         |         | 1       |
| Колумбія (COL)                        | 1             |               |               |          |          |          |               |               |               |         |         |         | 1       |
| Кот-д'Івуар (CIV)                     |               | 1             |               |          |          |          |               | 1             |               |         |         |         | 2       |
| Кувейт (KUW)                          |               |               | 1             |          |          |          |               |               |               |         |         |         | 1       |
| Марокко (MAR)                         | 1             |               |               |          |          |          |               | 1             |               |         |         |         | 2       |
| Мексика (MEX)                         |               |               | 1             |          |          |          |               |               |               |         |         |         | 1       |
| Нігер (NIG)                           |               |               | 1             |          |          |          |               |               |               |         |         |         | 1       |
| Нідерланди (NED)                      | 1             |               |               |          |          |          |               |               |               |         |         |         | 1       |
| Німеччина (GER)                       |               |               | 1             |          |          |          |               | 1             |               |         |         |         | 2       |
| ПАР (RSA)                             | 1             |               |               |          |          |          |               |               |               |         |         |         | 1       |
| Перу (PER)                            |               |               |               |          |          |          | 1             |               |               |         |         |         | 1       |
| Південна Корея (KOR)                  | 1             | 1             | 3             |          |          | Так      | 3             |               | 3             | Так     |         | Так     | 11      |
| Польща (POL)                          |               | 3             |               |          | Так      |          | 3             | 3             |               | Так     | Так     |         | 9       |
| Румунія (ROU)                         |               |               |               |          |          |          |               | 1             |               |         |         |         | 1       |
| Сенегал (SEN)                         |               |               |               |          |          |          | 1             |               |               |         |         |         | 1       |
| Сінгапур (SIN)                        |               |               |               |          |          |          | 1             | 1             |               |         |         |         | 2       |
| США (USA)                             |               | 3             | 3             |          | Так      | Так      | 3             | 3             | 3             | Так     | Так     | Так     | 15      |
| Туніс (TUN)                           |               |               | 1             |          |          |          |               |               | 1             |         |         |         | 2       |
| Туреччина (TUR)                       |               |               | 1             |          |          |          |               |               |               |         |         |         | 1       |
| Угорщина (HUN)                        | 3             | 1             | 3             | Так      |          | Так      | 1             | 1             | 3             |         |         | Так     | 12      |
| Узбекистан (UZB)                      |               |               |               |          |          |          |               |               | 1             |         |         |         | 1       |
| Україна (UKR)                         |               |               |               |          |          |          | 3             |               | 3             | Так     |         | Так     | 6       |
| Філіппіни (PHI)                       |               |               |               |          |          |          |               | 1             |               |         |         |         | 1       |
| Франція (FRA)                         | 3             | 3             | 3             | Так      | Так      | Так      | 3             | 3             | 3             | Так     | Так     | Так     | 18      |
| Чехія (CZE)                           | 3             | 1             |               | Так      |          |          |               |               |               |         |         |         | 4       |
| Чилі (CHI)                            |               |               |               |          |          |          |               | 1             |               |         |         |         | 1       |
| Швейцарія (SUI)                       |               |               |               |          |          |          | 1             |               |               |         |         |         | 1       |
| Японія (JPN)                          | 3             | 3             | 1             | Так      | Так      |          | 1             | 3             | 3             |         | Так     | Так     | 14      |
| Загалом: 48 НОКів                     | 34            | 34            | 34            | 8        | 8        | 8        | 34            | 34            | 34            | 8       | 8       | 8       | 204     |

## Чоловічі змагання

### Індивідуальна шпага
| Критерій                               | Квоти | Фехтувальник, що кваліфікувався |
| -------------------------------------- | ----- | --- |
| Учасники командних змагань             | 24    | Яннік Борель (FRA) Ромен Каннон (FRA) Луїджі Мідельтон (FRA) Давіде ді Веролі (ITA) Андреа Сантареллі (ITA) Федеріко Вісмара (ITA) Кокі Кано (JPN) Кадзуясу Мінобе (JPN) Масару Ямада (JPN) Тібор Андрашфі (HUN) Мате Кох (HUN) Ґерґей Шіклоші (HUN) Руслан Курбанов (KAZ) Ельмір Алімжанов (KAZ) Вадим Шарлаїмов (KAZ) Рубен Лімардо (VEN) Франсіско Лімардо (VEN) Грабіель Луго (VEN) Їржи Беран (CZE) Якуб Юрка (CZE) Мартін Рубеш (CZE) Мохамед Ель-Саєд (EGY) Мохамед Яссін (EGY) Махмуд Мохсен (EGY) |
| Індивідуальний рейтинг: Азія і Океанія | 2     | Ван Цзицзє (CHN) Кім Че Вон (KOR) |
| Індивідуальний рейтинг: Африка         | 1     | Хуссам ель-Корд (MAR) |
| Індивідуальний рейтинг: Америка        | 1     | Джон Едісон Родрігес (COL) |
| Індивідуальний рейтинг: Європа         | 2     | Юваль Фрейліх (ISR) Нейссер Лойола (BEL) |
| Зональний турнір: Азія і Океанія       | 1     | Хо Вай Ханг (HKG) |
| Зональний турнір: Африка               | 1     | Гаррі Санер (RSA) |
| Зональний турнір: Америка              | 1     | Ніколас Джанг (CAN) |
| Зональний турнір: Європа               | 1     | Трістан Тюлен (NED) |
| Перерозподіл невикористаних квот       | 1     | Алексіс Баяр (SUI) |
| Загалом                                | 35    | |

### Командна шпага
| Критерій                                                                             | Квоти | Команди, що кваліфікувались                            |
| ------------------------------------------------------------------------------------ | ----- | ------------------------------------------------------ |
| Перші чотири місця світового командного рейтингу                                     | 4     | Франція (FRA) Італія (ITA) Японія (JPN) Угорщина (HUN) |
| Перша команда з Африки серед тих, що посіли в світовому рейтингу 5–16 місця          | 1     | Єгипет (EGY)                                           |
| Перша команда з Азії та Океанії серед тих, що посіли в світовому рейтингу 5–16 місця | 1     | Казахстан (KAZ)                                        |
| Перша команда з Америки серед тих, що посіли в світовому рейтингу 5–16 місця         | 1     | Венесуела (VEN)                                        |
| Перша команда з Європи серед тих, що посіли в світовому рейтингу 5–16 місця          | 1     | Чехія (CZE)                                            |
| Країна-господарка                                                                    | 0     | Н/Д                                                    |
| Загалом                                                                              | 8     |                                                        |

### Індивідуальна рапіра
| Критерій                               | Квоти | Фехтувальник, що кваліфікувався |
| -------------------------------------- | ----- | --- |
| Учасники командних змагань             | 24    | Кадзукі Іімура (JPN) Кьосуке Мацуяма (JPN) Такахіро Шікіне (JPN) Гійом Б'янкі (ITA) Філіппо Маккі (ITA) Томмазо Маріні (ITA) Нік Іткін (USA) Александер Массіалас (USA) Герек Мейнгардт (USA) Енцо Лефор (FRA) Жульєн Мертен (FRA) Максім Поті (FRA) Чень Хайвей (CHN) Мо Чживей (CHN) Сюй Цзє (CHN) Алаельдін Абуелькассем (EGY) Мохамед Хамза (EGY) Абдельрахман Толба (EGY) Ян Юркевич (POL) Міхал Сесс (POL) Адріан Войтковяк (POL) Блейк Брозус (CAN) Денієл Ґу (CAN) Максімільєн Ван Гаастер (CAN) |
| Індивідуальний рейтинг: Азія і Океанія | 2     | Чхьон Кха Лонг (HKG) Ха Тхе Гю (KOR) |
| Індивідуальний рейтинг: Африка         | 1     | Салім Еруї (ALG) |
| Індивідуальний рейтинг: Америка        | 1     | Гійєрме Толдо (BRA) |
| Індивідуальний рейтинг: Європа         | 2     | Даніель Доша (HUN) Александр Чупеніч (CZE) |
| Зональний турнір: Азія і Океанія       | 1     | Чень Ї Тун (TPE) |
| Зональний турнір: Африка               | 1     | Жеремі Керіуель (CIV) |
| Зональний турнір: Америка              | 1     | Круз Шембрі (ISV) |
| Зональний турнір: Європа               | 1     | Алекс Тофалідкс (CYP) |
| Запрошення тристоронньої комісії       | 2     | Віктор Альварес (CPV) Філіпп Вакім (LBN) |
| Перерозподіл невикористаних квот       | 1     | Карлос Льявадор (ESP) |
| Загалом                                | 37    | |

### Командна рапіра
| Критерій                                                                             | Квоти | Команди, що кваліфікувались                       |
| ------------------------------------------------------------------------------------ | ----- | ------------------------------------------------- |
| Перші чотири місця світового командного рейтингу                                     | 4     | Японія (JPN) Італія (ITA) США (USA) Франція (FRA) |
| Перша команда з Африки серед тих, що посіли в світовому рейтингу 5–16 місця          | 1     | Єгипет (EGY)                                      |
| Перша команда з Азії та Океанії серед тих, що посіли в світовому рейтингу 5–16 місця | 1     | Китай (CHN)                                       |
| Перша команда з Америки серед тих, що посіли в світовому рейтингу 5–16 місця         | 1     | Канада (CAN)                                      |
| Перша команда з Європи серед тих, що посіли в світовому рейтингу 5–16 місця          | 1     | Польща (POL)                                      |
| Країна-господарка                                                                    | 0     | Н/Д                                               |
| Загалом                                                                              | 8     |                                                   |

### Індивідуальна шабля
| Критерій                               | Квоти | Фехтувальник, що кваліфікувався |
| -------------------------------------- | ----- | --- |
| Учасники командних змагань             | 24    | Ку Бон Гіль (KOR) О Сан Ук (KOR) Пак Сан Вон (KOR) Елі Дершвіц (USA) Колін Гіткок (USA) Мітчелл Сарон (USA) Чанад Гемеші (HUN) Андраш Сатмарі (HUN) Арон Сіладьї (HUN) Боладе Апіті (FRA) Себастьєн Патріс (FRA) Максім П'янфетті (FRA) Лука Куратолі (ITA) Луїджі Самеле (ITA) Мікеле Галло (ITA) Алі Пакмадан (IRI) Могаммад Рагбарі (IRI) Могаммад Фотугі (IRI) Зіяд Ель-Сіссі (EGY) Адхам Мутаз (EGY) Мохамед Амер (EGY) Франсуа Кошон (CAN) Шол Ґордон (CAN) Фарес Арфа (CAN) |
| Індивідуальний рейтинг: Азія і Океанія | 2     | Кенто Йошіда (JPN) Юсеф Аль-Шамлан (KUW) |
| Індивідуальний рейтинг: Африка         | 1     | Фарес Ферджані (TUN) |
| Індивідуальний рейтинг: Америка        | 1     | Паскуаль ді Телья (ARG) |
| Індивідуальний рейтинг: Європа         | 2     | Сандро Базадзе (GEO) Матьяш Сабо (GER) |
| Зональний турнір: Азія і Океанія       | 1     | Шень Ченьпен (CHN) |
| Зональний турнір: Африка               | 1     | Еванн Жиро (NIG) |
| Зональний турнір: Америка              | 1     | Хібран Зеа (MEX) |
| Зональний турнір: Європа               | 1     | Енвер Їлдирим (TUR) |
| Загалом                                | 34    | |

### Командна шабля
| Критерій                                                                             | Квоти | Команди, що кваліфікувались                                 |
| ------------------------------------------------------------------------------------ | ----- | ----------------------------------------------------------- |
| Перші чотири місця світового командного рейтингу                                     | 4     | Південна Корея (KOR) США (USA) Угорщина (HUN) Франція (FRA) |
| Перша команда з Африки серед тих, що посіли в світовому рейтингу 5–16 місця          | 1     | Єгипет (EGY)                                                |
| Перша команда з Азії та Океанії серед тих, що посіли в світовому рейтингу 5–16 місця | 1     | Іран (IRI)                                                  |
| Перша команда з Америки серед тих, що посіли в світовому рейтингу 5–16 місця         | 1     | Канада (CAN)                                                |
| Перша команда з Європи серед тих, що посіли в світовому рейтингу 5–16 місця          | 1     | Італія (ITA)                                                |
| Країна-господарка                                                                    | 0     | Н/Д                                                         |
| Загалом                                                                              | 8     |                                                             |

## Жіночі змагання

### Індивідуальна шпага
| Критерій                               | Квоти | Фехтувальниця, що кваліфікувалася |
| -------------------------------------- | ----- | --- |
| Учасники командних змагань             | 24    | Росселла Ф'ямінго (ITA) Джулія Ріцці (ITA) Альберта Сантуччо (ITA) Чхве Ін Джон (KOR) Кан Йон Мі (KOR) Сон Се Ра (KOR) Аліцья Класік (POL) Рената Кнапік-Мязґа (POL) Мартина Сватовська-Венґлярчик (POL) Марі-Флоранс Кандассамі (FRA) Ор'ян Малло (FRA) Коралін Віталіс (FRA) Влада Харькова (UKR) Олена Кривицька (UKR) Джоан Фейбі Бежура (UKR) Енн Себула (USA) Гедлі Гусісіан (USA) Марґеріта Ґуцці Вінченті (USA) Сунь Івень (CHN) Юй Сихань (CHN) Тан Цзюньяо (CHN) Нардін Ехаб (EGY) Ая Хуссейн (EGY) Ширвіт Габер (EGY) |
| Індивідуальний рейтинг: Азія і Океанія | 2     | Вівіан Конг (HKG) Міхо Йошімура (JPN) |
| Індивідуальний рейтинг: Африка         | 1     | Александра Ндоло (KEN) |
| Індивідуальний рейтинг: Америка        | 1     | Наталі Моельхаузен (BRA) |
| Індивідуальний рейтинг: Європа         | 2     | Естер Мухарі (HUN) Неллі Діфферт (EST) |
| Зональний турнір: Азія і Океанія       | 1     | Кіріа Тікана (SGP) |
| Зональний турнір: Африка               | 1     | Ндейе Бінта Діонге (SEN) |
| Зональний турнір: Америка              | 1     | Марія Луїса Дойг (PER) |
| Зональний турнір: Європа               | 1     | Полін Бруннер (SUI) |
| Запрошення тристоронньої комісії       | 1     | Увіхореє Туфаха (RWA) |
| Перерозподіл невикористаних квот       | 1     | Жуйєнь Сяо (CAN) |
| Загалом                                | 36    | |

### Командна шпага
| Критерій                                                                             | Квоти | Команди, що кваліфікувались                                  |
| ------------------------------------------------------------------------------------ | ----- | ------------------------------------------------------------ |
| Перші чотири місця світового командного рейтингу                                     | 4     | Італія (ITA) Південна Корея (KOR) Польща (POL) Франція (FRA) |
| Перша команда з Африки серед тих, що посіли в світовому рейтингу 5–16 місця          | 1     | Єгипет (EGY)                                                 |
| Перша команда з Азії та Океанії серед тих, що посіли в світовому рейтингу 5–16 місця | 1     | Китай (CHN)                                                  |
| Перша команда з Америки серед тих, що посіли в світовому рейтингу 5–16 місця         | 1     | США (USA)                                                    |
| Перша команда з Європи серед тих, що посіли в світовому рейтингу 5–16 місця          | 1     | Україна (UKR)                                                |
| Країна-господарка                                                                    | 0     | Н/Д                                                          |
| Загалом                                                                              | 8     |                                                              |

### Індивідуальна рапіра
| Критерій                               | Квоти | Фехтувальниця, що кваліфікувалася |
| -------------------------------------- | ----- | --- |
| Учасники командних змагань             | 24    | Аріанна Ерріго (ITA) Мартіна Фаваретто (ITA) Аліче Вольпі (ITA) Джекі Дубровіч (USA) Лі Кіфер (USA) Лорен Скраґґс (USA) Ізаора Тібус (FRA) Полін Ранв'є (FRA) Ева Лашре (FRA) Сера Адзума (JPN) Юка Уено (JPN) Карін Міявакі (JPN) Джессіка Ґуо (CAN) Елеанор Гарві (CAN) Юнцзя Чжан (CAN) Чень Цян'юань (CHN) Хуан Цяньцянь (CHN) Ван Юйтін (CHN) Мартина Єлінська (POL) Ганна Лічбінська (POL) Юлія Вальчик-Клімашик (POL) Яра Ель-Шаркаві (EGY) Сара Амр Хоссні (EGY) Малак Хамза (EGY) |
| Індивідуальний рейтинг: Азія і Океанія | 2     | Аміта Бертьєр (SGP) Дафне Чан (HKG) |
| Індивідуальний рейтинг: Африка         | 1     | Максін Естебан (CIV) |
| Індивідуальний рейтинг: Америка        | 1     | Аранча Іностроса (CHI) |
| Індивідуальний рейтинг: Європа         | 2     | Анне Зауер (GER) Флора Пастор (HUN) |
| Зональний турнір: Азія і Океанія       | 1     | Саманта Катантан (PHI) |
| Зональний турнір: Африка               | 1     | Юссра Зекрані (MAR) |
| Зональний турнір: Америка              | 1     | Маріана Пістоя (BRA) |
| Зональний турнір: Європа               | 1     | Меліна Келугеряну (ROU) |
| Загалом                                | 34    | |

### Командна рапіра
| Критерій                                                                             | Квоти | Команди, що кваліфікувались                       |
| ------------------------------------------------------------------------------------ | ----- | ------------------------------------------------- |
| Перші чотири місця світового командного рейтингу                                     | 4     | Італія (ITA) США (USA) Франція (FRA) Японія (JPN) |
| Перша команда з Африки серед тих, що посіли в світовому рейтингу 5–16 місця          | 1     | Єгипет (EGY)                                      |
| Перша команда з Азії та Океанії серед тих, що посіли в світовому рейтингу 5–16 місця | 1     | Китай (CHN)                                       |
| Перша команда з Америки серед тих, що посіли в світовому рейтингу 5–16 місця         | 1     | Канада (CAN)                                      |
| Перша команда з Європи серед тих, що посіли в світовому рейтингу 5–16 місця          | 1     | Польща (POL)                                      |
| Країна-господарка                                                                    | 0     | Н/Д                                               |
| Загалом                                                                              | 8     |                                                   |

### Індивідуальна шабля
| Критерій                               | Квоти | Фехтувальниця, що кваліфікувалася |
| -------------------------------------- | ----- | --- |
| Учасники командних змагань             | 24    | Сара Бальцер (FRA) Сесілія Бердер (FRA) Манон Брюне (FRA) Анна Мартон (HUN) Ліза Пустай (HUN) Луца Сюч (HUN) Чхве Се Бін (KOR) Чон Ха Йон (KOR) Юн Джі Су (KOR) Ольга Харлан (UKR) Аліна Комащук (UKR) Олена Кравацька (UKR) Татьяна Назлимов (USA) Маґда Скарбонкєвіч (USA) Елізабет Тартаковскі (USA) Мікела Баттістон (ITA) Мартіна Крішйо (ITA) К'яра Морміле (ITA) Місакі Емура (JPN) Ріса Такашіма (JPN) Шіхомі Фукушіма (JPN) Каутер Мохамед Белькебір (ALG) Сауссен Будіаф (ALG) Зохра Нора Келі (ALG) |
| Індивідуальний рейтинг: Азія і Океанія | 2     | Ян Хен'юй (CHN) Зайнаб Даїбекова (UZB) |
| Індивідуальний рейтинг: Африка         | 1     | Нада Хафез (EGY) |
| Індивідуальний рейтинг: Америка        | 1     | Памела Брінд'Амур (CAN) |
| Індивідуальний рейтинг: Європа         | 2     | Теодора Гунтура (GRE) Лусія Мартін-Португес (ESP) |
| Зональний турнір: Азія і Океанія       | 1     | Айгерім Сарибай (KAZ) |
| Зональний турнір: Африка               | 1     | Ясмін Дагфус (TUN) |
| Зональний турнір: Америка              | 1     | Катерін Паредес (VEN) |
| Зональний турнір: Європа               | 1     | Йоана Ілієва (BUL) |
| Перерозподіл невикористаних квот       | 2     | Анна Башта (AZE) Нісанур Ербіль (TUR) |
| Загалом                                | 36    | |

### Командна шабля
| Критерій                                                                             | Квоти | Команди, що кваліфікувались                                     |
| ------------------------------------------------------------------------------------ | ----- | --------------------------------------------------------------- |
| Перші чотири місця світового командного рейтингу                                     | 4     | Франція (FRA) Угорщина (HUN) Південна Корея (KOR) Україна (UKR) |
| Перша команда з Африки серед тих, що посіли в світовому рейтингу 5–16 місця          | 1     | Алжир (ALG)                                                     |
| Перша команда з Азії та Океанії серед тих, що посіли в світовому рейтингу 5–16 місця | 1     | Японія (JPN)                                                    |
| Перша команда з Америки серед тих, що посіли в світовому рейтингу 5–16 місця         | 1     | США (USA)                                                       |
| Перша команда з Європи серед тих, що посіли в світовому рейтингу 5–16 місця          | 1     | Італія (ITA)                                                    |
| Країна-господарка                                                                    | 0     | Н/Д                                                             |
| Загалом                                                                              | 8     |                                                                 |